# Esplantas-Vazeilles
Esplantas-Vazeilles è un comune francese del dipartimento dell'Alta Loira della regione dell'Alvernia-Rodano-Alpi.
È stato creato il 1º gennaio 2016 dalla fusione dei preesistenti comuni di Esplantas e Vazeilles-près-Saugues.
Il capoluogo è la località di Esplantas.